# Alexander Hauser
Alexander Hauser (ur. 23 czerwca 1984 roku w St. Johann in Tirol) – austriacki piłkarz występujący na pozycji obrońcy. Wychowanek SK St. Johann in Tirol, obecnie jest zawodnikiem austriackiego klubu Wacker Innsbruck.